# ایستگاه خسروی
ایستگاه خسروی یک روستا در ایران است که در دهستان مشرحات واقع شده‌است. ایستگاه خسروی ۴۵۸ نفر جمعیت دارد.